# Eric Osborne
Eric David Osborne (Oshawa, 25 febbraio 1997) è un attore e musicista canadese famoso per aver interpretato il personaggio di Miles Hollingsworth III in Degrassi: The Next Generation e Degrassi: Next Class.

## Biografia
Eric Osborne è nato il 25 febbraio 1997 a Oshawa, in Canada.
Cresciuto a Newcastle, nell'Ontario, Eric ha esordito come attore nel 2013 interpretando il ruolo di Miles Hollingsworth III nella serie televisiva Degrassi: The Next Generation.

## Filmografia

### Cinema
- Crazyhouse, regia di Aaron Mirkin - cortometraggio (2015)
- Pyewacket, regia di Adam MacDonald (2017)
- Random Acts of Violence, regia di Jay Baruchel (2019)
- Boys vs. Girls, regia di Michael Stasko (2019)
- Men at War, regia di Calyx Passailaigue - cortometraggio (2019)
- Queen of Spades, regia di Patrick White (2021)
- Night Raiders, regia di Danis Goulet (2021)

### Televisione
- Degrassi: The Next Generation – serie TV, 53 episodi (2013-2015)
- Degrassi: Minis – serie TV, 12 episodi (2014-2015)
- Degrassi: Don't Look Back, regia di Philip Earnshaw – film TV (2015)
- Degrassi: Next Class – serie TV, 35 episodi (2016-2017)
- Suits – serie TV, 1 episodio (2017)
- Frankie Drake Mysteries – serie TV, 1 episodio (2018)
- Legami mortali (Thicker Than Water), regia di Caroline Labrèche – film TV (2019)
- Un matrimonio combinato (I Do, or Die - A Killer Arrangement), regia di Stanley M. Brooks – film TV (2020)

## Doppiatori italiani
- Federico Viola in Legami mortali

## Riconoscimenti
- 2015 – Young Artist Awards
  - Miglior performance in una serie televisiva – Giovane attore non protagonista per Degrassi: The Next Generation
- 2017 – ACTRA Awards
  - Nomination Outstanding Performance – Male per Degrassi: Next Class
- 2020 – The Florida Comedy Film Festival
  -  Best Ensemble Cast per Boys vs. Girls (con Colin Mochrie, Kevin McDonald, Shaun Benson, Rachel Dagenais, Samantha Helt, Tim Dowler-Coltman, Nia Roam, Romeo Carere, Jesse Camacho, Michala Brasseur, Leo Choy, Mikayla Radan, Dante Albidone, Nicholas Fry, Ruby Dauphinee, Kasie Rayner, Julia Pastorius, Christian Lattman, Brett Hallick e Isis Moore)